# Tampone fosfato salino
Un tampone fosfato salino (talvolta abbreviato PBS dall'acronimo inglese di Phosphate Buffered Saline) è una soluzione tampone comunemente impiegata nella ricerca biologica. Si tratta di una soluzione salina acquosa contenente cloruro di sodio, fosfato di sodio e, in alcune formulazioni, cloruro di potassio. Il tampone aiuta a mantenere il pH costante, mentre la concentrazione di sali e l'osmolarità sono generalmente correlate con quelle del corpo umano (soluzione isotonica).

## Applicazioni
Il PBS trova numerose applicazioni in ambito biologico grazie alla sua isotonicità ed alla non tossicità sulle cellule. Viene utilizzato per diluizioni, per riportare a volume le colture cellulari.

## Preparazione
Ci sono diversi modi di preparare un tampone fosfato salino, ma generalmente i costituenti sono:
| Sale            | Concentrazione | Concentrazione |
| (—)             | (mmol/L)       | (g/L)          |
| --------------- | -------------- | -------------- |
| NaCl            | 137            | 8,00           |
| KCl             | 2,7            | 0,20           |
| Na2HPO4 • 2 H2O | 8,1            | 1,44           |
| KH2PO4          | 1,76           | 0,24           |
| pH              | 7,4            | 7,4            |

Il modo più semplice per preparare una soluzione PBS è utilizzare delle tavolette tampone PBS. Sono pastiglie preformulate per fornire una soluzione PBS standard in seguito a dissoluzione in una quantità indicata di acqua distillata. Sono disponibili pastiglie per volumi standard di 100, 200, 500 e 1000 mL .
Nell'impiego in colture cellulari è spesso necessario sterilizzare in autoclave (15 min a 121 °C) le soluzioni PBS, che per prevenire la crescita batterica sono conservate in frigorifero. Le formulazioni più concentrate, tuttavia, possono dar luogo alla precipitazione dei sali che contengono in seguito a raffreddamento perdendo così le loro proprietà. In questi casi è necessario mantenerle a temperatura ambiente.